# Immaginazione attiva
(Marie-Louise von Franz)
(Luigi Pirandello, Sei personaggi in cerca d'autore)

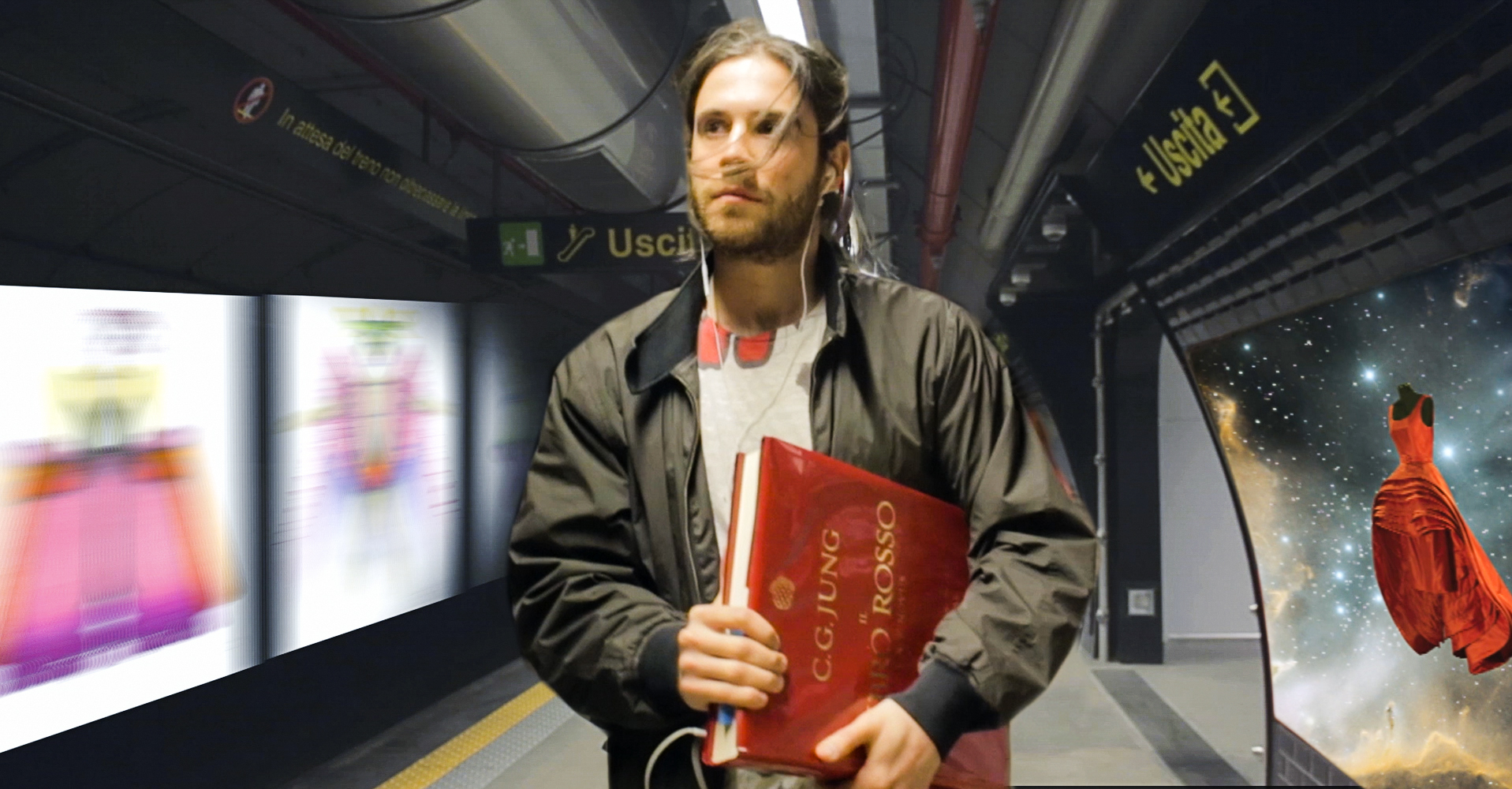
Il Libro Rosso nell'Immaginazione attiva di uno studente di psicologia (Dal film La Moda proibita con Nick Rizzini - Plays)

L'immaginazione attiva è un metodo della psicologia analitica di Carl Gustav Jung, culminato nella creazione de Il Libro Rosso (un grande libro con disegni, scritto a mano con calligrafia antica) originariamente scritto per se stesso e non destinato alla pubblicazione.
L'immaginazione attiva mira a dare forma tangibile alle immagini dell'inconscio attraverso la mediazione della coscienza, in modo molto simile ai Sei personaggi in cerca d'autore di Pirandello ma con finalità terapeutiche ed esistenziali più che artistiche. Tale approccio consiste nel focalizzare l'attenzione sulle emozioni, e più in generale, sui fantasmi (i cosiddetti mostri) inconsci portati alla coscienza interagendo con essi e dando vita creativa ad immagini spontanee che l'Io formalizza e struttura in modo responsabile. Marie-Louise von Franz sottolinea le differenze tra imaginatio vera, come processo di elaborazione e confronto, e imaginatio phantastica infantile e fine a se stessa. Questo implica che sia il vero Io a interagire onestamente con le figure dell'inconscio. L'immaginazione attiva è uno dei pilastri della psicoterapia junghiana. Jung già nel 1929 la confrontò alla teoria del non-agire taoista. Essa è considerata dallo stesso Jung come forza immaginativa pura, un procedimento avanzato di integrazione tra conscio ed inconscio che dà vita alla cosiddetta funzione trascendente in un'opera di sintesi dove la distanza tra sogno e veglia, sia il più possibile ravvicinata, in un terzo livello creato dal paziente.

## Tradizione europea
La teosofia dell'Europa post-rinascimentale abbracciava la cognizione immaginale. Da Jakob Böhme a Swedenborg, l'immaginazione attiva ha giocato un ruolo importante nelle opere teosofiche. In questa tradizione, l'immaginazione attiva funge da organo dell'anima, grazie al quale l'umanità può stabilire una relazione conoscitiva e visionaria con un mondo intermedio.
Coleridge fa una distinzione tra l'immaginazione che esprime le realtà di un regno immaginale, al di sopra della nostra esistenza personale mondana e la fantasia che esprime la creatività dell'anima artistica. Per Coleridge l'immaginazione è la condizione per la partecipazione cognitiva a un universo sacramentale.

### Carl Gustav Jung
Come chiarì Carl Jung tra il 1913 e il 1916, l’immaginazione attiva è una tecnica di meditazione in cui i contenuti del proprio inconscio vengono tradotti in immagini, narrativa o personificati come entità separate, facendo da ponte tra l’Io cosciente e l'inconscio. Ciò significa elaborare i sogni e il sé creativo tramite l'immaginazione o la fantasia. Jung ha collegato l'immaginazione attiva ai processi trasformativi dell'alchimia. Entrambi lottano per l'unità e l'interrelazione da un insieme di parti frammentate e dissociate.
La chiave per l'immaginazione attiva è l'obiettivo di trattenere la mente cosciente in stato di veglia, evocare l'inconscio ed entrare in rapporto dialettico e creativo con le immagini interne mentre si svolgono. Ad esempio, se una persona stesse registrando la visualizzazione parlata di una scena o di un personaggio, l'approccio di Jung chiederebbe al praticante di osservare la scena, osservare i cambiamenti e comprenderli per poi entrare in rapporto tramite il suo Io e la consapevolezza fino a raggiungere ed esprimere una terza via. In questo senso l'immaginazione attiva costituisce un faticoso lavoro e si differenzia dall'immaginazione passiva o phantastica fine a se stessa. Questo approccio evita che i contenuti inconsci si esprimano senza l'intervento della mente cosciente: Tu stesso devi entrare nel processo con le tue reazioni personali. Il processo è simile alla trama del capolavoro Sei personaggi in cerca d'autore e a come fu scritto da Pirandello che un po' scriveva e un po' recitava in stato di esaltazione, davanti alla macchina da scrivere.
Al servizio della mia arte è da tanti anni, ma come fosse da ieri, una servetta, sveltissima non tanto nuova essendo del mestiere, che si chiama Fantasia.
Così Pirandello abbozza il ritratto di quella che, in un linguaggio analitico, Jung definirebbe funzione trascendente, il tramite tra l'Io e l'Inconscio.
Sull'origine dell'immaginazione attiva, Jung ha scritto:
Era durante l'Avvento dell'anno 1913, 12 dicembre, per essere esatti. Ho deciso il passo decisivo. Ero di nuovo seduto alla scrivania, riflettendo sulle mie paure. Poi mi lascio cadere. All'improvviso fu come se il terreno cedesse letteralmente sotto i miei piedi e mi tuffassi nelle profondità oscure.
Descrivendo ulteriormente la sua prima esperienza personale con l'immaginazione attiva, Jung spiega come i desideri e le fantasie della mente inconscia sorgano più o meno naturalmente per diventare coscienti. Una volta riconosciuti o realizzati dall'individuo, i sogni possono diventare più deboli e meno frequenti mentre possono essere stati abbastanza vividi e ricorrenti, in precedenza.
L'uso dell'immaginazione attiva da parte di Jung era una delle numerose tecniche che definivano il suo contributo alla pratica della psicoterapia nel periodo 1912-1960. L'immaginazione attiva è un metodo per visualizzare i problemi inconsci permettendo loro di emergere e consentendo al paziente di elaborarli. L'immaginazione attiva può essere realizzata mediante la visualizzazione (come fece lo stesso Jung), e può essere parzialmente paragonata al viaggio sciamanico che invece rimane spesso confinato al piano mentale senza la produzione di oggetti o giochi. L'immaginazione attiva può essere svolta anche con la scrittura automatica o con attività artistiche come scrittura, danza, musica, teatro, pittura, scultura, ceramica, artigianato ecc. Jung ha considerato come: Il paziente può rendersi creativamente indipendente [dall'analista] attraverso questo metodo [...] dipingendo se stesso egli dà forma a se stesso.
Per Jung questa tecnica consente non solo la comunicazione tra gli aspetti del conscio e dell'inconscio della psiche personale ma anche la comunicazione tra l'inconscio personale e quello collettivo. Quindi dovrebbe essere intrapresa con cura e attenzione: Il metodo non è del tutto privo di pericoli, perché può portare il paziente troppo lontano dalla realtà. L'analista post-junghiano Michael Fordham è andato oltre, scrivendo: l'immaginazione attiva, come fenomeno di transizione... rischia di essere, sia negli adulti che nei bambini, destinata a scopi nefasti e rischia di promuovere la psicopatologia. Questo probabilmente avviene quando i conflitti con la madre hanno distorto gli elementi culturali nella maturazione del bambino. Quindi diventa necessario analizzare l'infanzia se si vuole evidenziare la distorsione.
James Hillman e Sonu Shamdasani, a proposito del Libro Rosso, si sono interrogati sui pericoli dell'immaginazione attiva se fatta solo come un'espressione di contenuti personali. Hanno affermato che la tecnica può essere facilmente fraintesa e mal indirizzata se applicata alla dimensione strettamente biografica, inoltre non dovrebbe essere usata per collegare una persona con i morti. Hanno affermato che l'immaginazione attiva nell'uso di Jung sia stata un'esposizione delle influenze sorde dell'dell'inconscio collettivo, spargendo la terminologia della psicologia per lavorare direttamente attraverso immagini mitiche.
Shamadsani: Riflettendo su se stessi, non ci si imbatte in fondo alla biografia personale, ma è un tentativo di scoprire la quintessenza umana. Questi dialoghi non sono dialoghi con il proprio passato, come stai indicando ma con il peso della storia umana [...] E questo compito di discriminazione è ciò in cui [Jung] ha trascorso il resto della sua vita. Sì, in un certo senso, quello che gli è successo è stato del tutto particolare ma, nell'altro senso, è stato universalmente umano e questo genera il suo progetto di studio comparato del processo di individuazione.
L'immaginazione attiva evidenzia tratti e caratteristiche che sono spesso presenti anche nel sogno. Senza una prospettiva più ampia, la persona che lavora con l'immaginazione attiva può iniziare a vederli come i propri tratti. In questo continuo sforzo per sottolineare l'importanza di ciò che Abraham Maslow avrebbe chiamato il transpersonale, gran parte del lavoro successivo di Jung fu concepito come uno studio storico comparativo dell'immaginazione attiva e del processo di individuazione in varie culture ed epoche, un modello normativo dello sviluppo umano, alla base di una psicologia scientifica generale.

### Rudolf Steiner
Rudolf Steiner ha suggerito di coltivare la coscienza immaginativa attraverso la contemplazione meditativa di testi, oggetti o immagini. Credeva che la cognizione immaginale risultante fosse un primo passo su un percorso che porta dalla coscienza razionale verso un'esperienza spirituale sempre più profonda.
I passi che seguono l'immaginazione egli li ha chiamati ispirazione e intuizione. Nell’ispirazione, un meditante cancella tutto il contenuto personale, incluso anche il contenuto scelto consapevolmente di una forma simbolica, mantenendo l'attività dell'immaginazione stessa, e diventa così in grado di percepire il regno immaginale da cui questa stessa attività deriva. Nella fase successiva, l’Intuizione, il meditante fa leva sulla connessione con il regno immaginale o angelico stabilito tramite l'immaginazione cognitiva, mentre rilascia le immagini mediate tramite questa connessione. Cessando l'attività della coscienza immaginativa mentre si consente alla propria consapevolezza di rimanere in contatto con il regno archetipico, si apre la possibilità a una consapevolezza più profonda dell'immaginale da trasmettere all'anima aperta dagli agenti di mediazione di questo regno.

### Immaginazione attiva e psicodramma

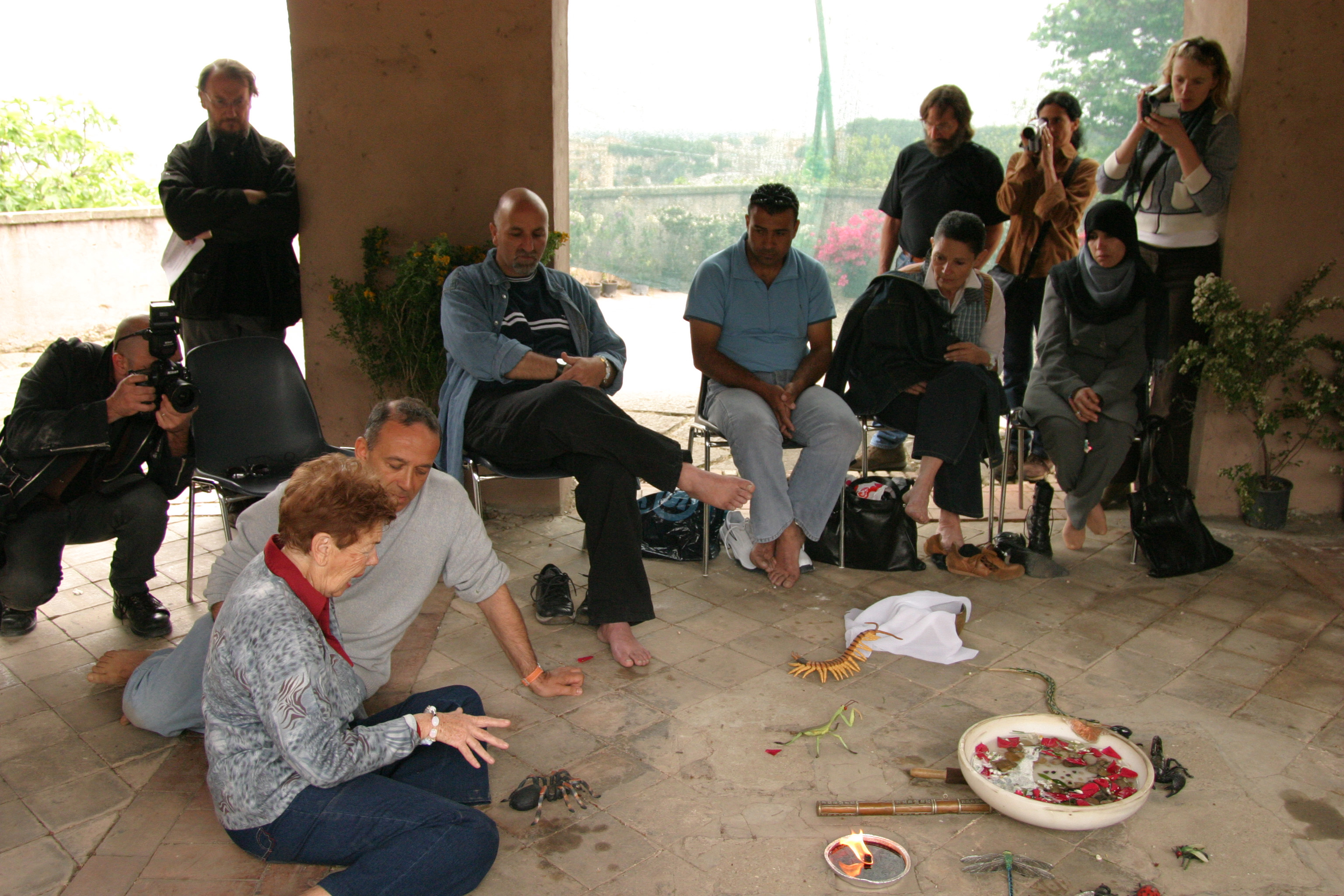
Il Piombo e l'Oro del Perdono del Parents Circle di Tel Aviv

Dal punto di vista della psicoterapia il Teatro della spontaneità di Jacob Levi Moreno e i suoi derivati psicodramma e sociodramma possono costituire delle forme scenico di immaginazione attiva basate sulla rappresentazione dell'inconscio purché la conduzione del gioco e gli interventi degli attori nel gruppo facciano solo da supporto, come la tela per il pittore e la creta per lo scultore e non interferiscano nel processo di emersione e confronto con le immagini.
L'improvvisazione e il dialogo con i personaggi immaginati nello psicodramma corrispondono alla funzione trascendente. Essi possono aiutare il protagonista/paziente a raggiungere nuove frontiere e una terza via attraverso il gioco e l'azione. Il conduttore passa alla fase dei rispecchiamenti e delle condivisioni da parte del gruppo solo dopo l'attivazione delle immagini fatta dal protagonista nel gioco. E' importante che nessuna interferenza o suggerimento del gruppo interferiscano col processo creativo vero e proprio.
Le fotografie del sociodramma Il Piombo e l'Oro del Perdono (Roma, 2005) mostrano che i componenti di questo setting sono cinque: la paziente che si confronta con gli oggetti concreti con cui attiva le sue immagini interne. Il conduttore che le sta seduto accanto limitandosi a contenere il gioco. Il gruppo che, alle loro spalle, assiste senza interferire mentre un fotografo riprende il confronto del paziente con l'immagine che potrebbe anche continuare in successivi psicodrammi 
. La Von Franz così riassume il punto di vista di Jung sulla posizione corretta dell'analista:
Nella maggior parte delle terapie fantastico-creative viene permessa, o perfino richiesta una certa interferenza da parte dell'analista. O l'analista suggerisce un tema […] o l'analista interviene a suggerire un problema quando l'analizzando si blocca. Jung al contrario lasciava il paziente in questa situazione di blocco, eretto contro il muro, finché non era lui stesso a trovare l'argomento. […]  Jung non gli forniva nessun suggerimento utile ma insisteva sul fatto che lui o lei dovessero continuare a lottare con il problema in prima persona e da soli.
L'immaginazione attiva riceve forza ed efficacia dalla possibilità di esprimere le immagini modellando la materia o assemblando in un contenitore modellini e oggetti presi da un repertorio più o meno vasto. Questo avviene nel setting psicodrammatico della Scacchiera proposto negli anni Ottanta da Ottavio Rosati o nel classico metodo della Sand Box di Dora Kalf che in Italia è stato sviluppato da Paolo Aite e dalla scuola.

## Tradizione islamica
Il regno immaginale è conosciuto nella filosofia islamica come alam al-mithal, il mondo immaginale. Secondo Avicenna, l'immaginazione mediava, e quindi unificata, la ragione umana e l'essere divino. Questa qualità mediatrice si manifestava in due direzioni: da un lato, la ragione, elevandosi al di sopra di se stessa, poteva raggiungere il livello dell'immaginazione attiva, attività condivisa con gli esseri divini inferiori. D'altra parte, per manifestare le forme concrete del mondo, la divinità ha creato una serie di esseri intermedi, i co-creatori angelici dell'universo.: Secondo i filosofi di questa tradizione, l'immaginazione allenata può accedere a un "tessuto non spaziale" che media tra i regni empirico / sensoriale e cognitivo / spirituale.
Attraverso Averroè, la filosofia islamica tradizionale ha perso il suo rapporto con l'immaginazione attiva. Il movimento sufi, come esemplificato da Ibn Arabi, ha continuato a esplorare approcci contemplativi al regno immaginale.

### Henry Corbin
Henry Corbin considerava la cognizione immaginale una "facoltà puramente spirituale indipendente dall'organismo fisico e quindi sopravvissuta ad esso". La filosofia islamica in generale, e Avicenna e Corbin in particolare, distinguono nettamente tra le vere immaginazioni che derivano dal regno immaginale e le fantasie personali, che hanno un carattere irreale e sono "immaginarie" nel senso comune di questa parola. Corbin definì l'immaginazione che trascendeva la fantasia imaginatio vera.
Corbin ha suggerito che sviluppando la nostra percezione immaginale, possiamo andare oltre le mere rappresentazioni simboliche di archetipi fino al punto in cui "i nuovi sensi percepiscono direttamente l'ordine della realtà [soprasensibile]". Per realizzare questo passaggio dal simbolo alla realtà è necessaria una "trasmutazione dell'essere e dello spirito" Corbin descrive il regno immaginale come "un preciso ordine di realtà, corrispondente a un preciso modo di percezione", l'"Immaginazione cognitiva" (p. 1). Considerava il regno immaginale identico al regno degli angeli descritto in molte religioni, che si manifesta non solo attraverso l'immaginazione ma anche nella vocazione e nel destino delle persone.
Corbin (1964) suggerisce che sviluppando questa facoltà di immaginazione cognitiva possiamo superare il "divorzio tra pensare ed essere"
Più recentemente, il concetto immaginale è stato ulteriormente sviluppato nel dominio delle scienze della comunicazione. Samuel Mateus (2013) ha suggerito uno stretto legame tra immaginario, società e pubblicità. L'"immaginario pubblico" prende il nome dall'insieme dinamico, simbolico e complesso di immaginari diversi ed eterogenei che permeano le società.

## Ruolo nella scoperta scientifica e matematica
Hadamard (1954) e Châtelet (1991) suggeriscono che l'immaginazione e l'esperimento concettuale giocano un ruolo centrale nella creatività matematica. Importanti scoperte scientifiche sono state fatte attraverso la cognizione immaginativa, come la famosa scoperta di Kekulé della struttura ad anello di carbonio del benzene attraverso il sogno di un serpente che si mangia la coda. Altri esempi includono Archimede, nella sua vasca da bagno, che immagina che il suo corpo non sia altro che una zucca d'acqua, ed Einstein che immagina di essere un fotone su un orizzonte di velocità.